# Trofeo San Juan y San Pedro
 (juin 2023).
Le Trofeo San Juan y San Pedro est une course cycliste espagnole disputée au mois de mars autour d'Aguilar de Campoo, dans la province de Palencia. Elle est organisée par le Club Deportiva Ciclista Aguilarense.
La course décerne à plusieurs reprises le titre de champion régional de Castille-et-León. Depuis 2019, elle est réservée aux cyclistes juniors (moins de 19 ans).

## Palmarès depuis 2006
| Année | Vainqueur       | Deuxième             | Troisième          |
| ----- | --------------- | -------------------- | ------------------ |
| 2006  | Edgar Nohales   | Alejandro Paleo (es) | Antonio Ramos      |
| 2007  | ?               | ?                    | ?                  |
| 2008  | Federico Pagani | Mario de Sárraga     | Sergio Celiz       |
| 2009  | Federico Pagani | Francisco Villarroel | Siebe Breed        |
| 2010  | Jonatán López   | Pablo Hernán         | Rubén Jiménez      |
| 2011  | Ignacio Pérez   | Diego Maroño         | Jonathan González  |
| 2012  | pas organisé    | pas organisé         | pas organisé       |
| 2013  | Vadim Zhuravlev | Sergey Vdovin        | Oleh Chuzhda       |
| 2014  | Noel Martín     | Marcos Jurado        | Juan Ignacio Pérez |
| 2015  | Pedro Gregori   | Ángel de Julián      | Bernardo Ayuso     |
| 2016  | Aser Estévez    | Pedro Gregori        | Anderson Maldonado |
| 2017  | Willie Smit     | Cristian Mota        | Jesús Nanclares    |
| 2018  | Kevin Suárez    | Jesús Arozamena      | Ramón Díaz         |
| 2019  | Israel Delgado  | Juan Miguel Gómez    | David Baz          |